# Warren (Illinois)
Pour les articles homonymes, voir Warren.
Warren est un village du comté de Jo Daviess, en Illinois, aux États-Unis. Il est incorporé le 26 août 1876,. Lors du recensement de 2010, le village comptait une population de 1 428 habitants. Il a été baptisé en la mémoire de Warren Burnett, le premier enfant blanc né à cet endroit.

## Source de la traduction
- (en) Cet article est partiellement ou en totalité issu de l’article de Wikipédia en anglais intitulé « Warren, Illinois » (voir la liste des auteurs).